# Takeshi Umehara
Pour les articles homonymes, voir Umehara.
Takeshi Umehara (梅原 猛, Umehara Takeshi) (né le 20 mars 1925 à Sendai, décédé à Kyoto le 12 janvier 2019) est diplômé de la faculté de philosophie de l'université de Kyoto en 1948. 

## Biographie
Il enseigne d'abord la philosophie à l'université de Ritsumeikan puis est nommé président de l'université municipale des Arts de Kyoto. Il se fait remarquer pour ses nombreux essais sur la culture japonaise, dans lesquels il s'efforce de refonder la discipline des études japonaises le long de lignes plus nippocentriques, notamment dans son livre programmatique Nihongaku kotohajime (日本学事始, 1972), écrit en collaboration avec Shunpei Ueyama. Outre ses volumineux essais académiques sur de nombreux aspects de la culture japonaise, il compose également des œuvres théâtrales sur des figures aussi variées que Yamato Takeru et Gilgamesh. 
Il est nommé en 1987 à la tête du controversé centre international de recherches d'études japonaise (en), aussi connu par l'abréviation « Nichibunken », établi par le premier ministre Yasuhiro Nakasone pour servir à la fois comme entité académique centralisée pour recueillir et classer toutes les informations disponibles sur la culture japonaise, à la fois au Japon et à l'étranger, et comme centre pour la théorisation créative de la prétendue « unicité » japonaise. Il prend sa retraite en tant qu'administrateur en chef du Nichibunken en 1995.
Umehara s'est souvent exprimé contre la volonté des hommes politiques conservateurs du Japon de revoir la constitution, en particulier son article 9 renonçant à la guerre si elle n'est pas défensive.